# David Arianita
David Arianita (en griego: Δαυίδ Ἀρ[ε]ιανίτης) fue un comandante militar bizantino de principios del XI.

## Origen
El origen del apellido es incierto y se han propuesto diferentes teorías que van desde varias derivaciones antroponomásticas y toponímicas de la palabra indoeuropea arya hasta el nombre de una tribu iliria menor, los arinistas/armistas. El nombre «Ar[e]ianita» se considera, por tanto, de diversas formas, de origen albanés. A veces se considera que David es el primer miembro del clan Arianiti, que estuvo activo en la Albania medieval tardía, pero la conexión no se puede verificar debido a la falta de fuentes.

## Biografía
David Arianita aparece por primera vez en el año 999 o 1000, con el rango de patricio. En ese año fue nombrado por el emperador bizantino Basilio II como el dux de Tesalónica (o posiblemente, aunque esto no se dice explícitamente, como doméstico de las escolas de Occidente) en sucesión de Nicéforo Urano, quien fue trasladado a la gobernación de Antioquía. Probablemente permaneció en el mismo puesto hasta 1014, cuando se certifica que Teofilacto Botaniates lo sucedió.
En 1016, Arianita recibió la tarea de capturar la fortaleza búlgara de Strumitca, durante cuya expedición también capturó la fortaleza de Térmica. En 1017, Basilio II invadió Bulgaria con un gran ejército. Su objetivo era la ciudad de Kastoriá, que controlaba la carretera entre Tesalia y la costa de la actual Albania. Envió partes de su ejército al mando de Arianita y Constantino Diógenes para saquear Pelagonia. El propio Basilio II logró capturar varios castillos búlgaros menores, pero todos los intentos de apoderarse de Kastoriá fueron inútiles.
Tras la muerte del zar Iván Vladislav en febrero de 1018 y el colapso de la resistencia búlgara, Basilio II instaló a David Arianita como estratego autócrata de Skopie y catapán de la Bulgaria conquistada, lo que implica poderes de mando sobre los otros comandantes regionales en los Balcanes del norte (Sirmio con Ras y Dirraquio).